# Fallout from the Phil Zone
Fallout from the Phil Zone ist ein Live-Doppel-Kompilationalbum der Band Grateful Dead.

## Geschichte
Die Songs vom Album wurden vom Dead-Bassisten Phil Lesh ausgewählt. Sie stammen von verschiedenen Konzerten, die die Band zwischen dem 3. September 1967 und 18. März 1995 gegeben hatte.
Der Name Phil Zone stammt von einem bestimmten Bereich an der Bühne, in der die Verstärker für den Bass standen. Die Deadheads, die in diesem Bereich standen, gaben ihm diesen Namen, da man dort die Vibrationen von Lesh’s Bass spüren konnte.
Neben altbekannten Liedern von Grateful Dead erhält das Album die erste Aufnahme einer 30-Minuten-Version von In the Midnight Hour (von Wilson Pickett) und eine 10-Minuten-Version von Visions of Johanna (von Bob Dylan). Auch der Dead-Song Mason’s Children war zuvor auf keinen anderen offiziellen Album zu hören. Obwohl die Deads den Ruf hatten noch längere Versionen von In the Midnight Hour zu spielen, konnte Lesh keine davon im Aufnahmearchiv finden.

Die anderen Songs waren und sind von anderen Konzerten und Alben weitgehend bekannt, dennoch bezeichnete sie Lesh als rares Material, was nicht häufig auf diese Art zu hören war:

„It occurred to me a while back that since we'd been releasing more-or-less complete shows in our vault series, it might be interesting to search out some of the rarer material (PA tapes and other reference sources culled from shows that wouldn't have made it out complete), that could stand on its "historical relevance." I also was looking for an excuse to put out some of my old favorites...“

Da eine derartige Zeitspanne vom Material umfasst wird, sind weitgehend alle Bandmitglieder vertreten, die jemals für Grateful Dead gespielt haben. Einzig Bruce Hornsby ist bei keinem einzigen Song beteiligt. Er spielte von 1990 bis 1992 übergangsweise nach dem Tod von Brent Mydland neben Tom Constanten als Keyboarder, bevor er sich weiter seiner Solokarriere widmete. Dies liegt daran, dass kein Song von der Zeit zwischen 1989 und 1995 verwendet wurde.

Rückblickend wünsche Lesh sich, dass die Aufnahmequalität der damaligen Zeit besser gewesen wäre und es auch mehr und besseres Videomaterial geben würde: 

„There is a particularly well-received performance of the Ron "Pigpen" McKernan showcase "Hard to Handle" from 1971 that makes you wish for a higher-quality source than the audience tape included (or a video), if only to give a clue as to what the fuss was about. ("Maybe Pig was doing some strange dance," Lesh speculates.)“

## Titelliste

### CD 1
1. Dancing in the Streets (Marvin Gaye, Ivy Joe Hunter, William Stevenson) – 11:44
2. New Speedway Boogie (Hunter, Garcia) – 8:08
3. Viola Lee Blues (Noah Lewis) – 19:46
4. Easy Wind (Hunter) – 8:06
5. Mason’s Children (Hunter, Garcia, Lesh, Weir) – 6:09
6. Hard to Handle (Alvertis Isbell, Allen Jones, Otis Redding) – 7:36

### CD 2
1. The Music Never Stopped (Barlow, Weir) – 8:56
2. Jack-A-Roe (traditionelles Lied) – 5:55
3. In the Midnight Hour (Steve Cropper, Wilson Pickett) – 31:53
4. Visions of Johanna (Dylan) – 10:26
5. Box of Rain (Hunter, Lesh) – 5:13

## Aufnahmedaten
- „In the Midnight Hour“ aufgenommen in der Dance Hall, Rio Nido am 3. September 1967
- „Viola Lee Blues“ aufgenommen im Electric Theater, Chicago am 26. April 1969
- „Mason’s Children“ aufgenommen im Fillmore East, New York City am 21. Januar 1970
- „Dancing in the Streets“ aufgenommen im Fillmore West, San Francisco am 12. April 1970
- „New Speedway Boogie“ aufgenommen im Alfred State College (S.U.N.Y.), Alfred, New York am 1. Mai 1970
- „Easy Wind“ aufgenommen im Fillmore East am 15. Mai 1970
- „Hard to Handle“ aufgenommen im Hollywood Palladium, Hollywood am 6. August 1971
- „Jack-A-Roe“ aufgenommen in der University of Alabama, Tuscaloosa am 17. Mai 1977
- „The Music Never Stopped“ aufgenommen im Alpine Valley Music Theatre, East Troy, Walworth County (Wisconsin) am 17. Juli 1989
- „Box of Rain“ aufgenommen im Alpine Valley Music Theatre am 19. Juli 1989
- „Visions of Johanna“ aufgenommen in The Spectrum, Philadelphia am 18. März 1995